# 시아일랜드 센터역
시아일랜드 센터(Sea Island Centre)역은 메트로 밴쿠버 스카이트레인 캐나다선의 평면역이다. 이 역은 브리티시컬럼비아주 리치먼드의 시아일랜드에 위치해 있다.
밴쿠버 국제 공항 당국은 시아일랜드 센터를 포함하는 캐나다선의 공항 지선에 최대 3억 달러를 기부했다. 이 역은 템플턴역과 함께 캐나다선의 가이드웨이를 지나는 고가 항공기 유도로의 미래 건설을 위해 수평으로 지어졌다.

## 운영
시아일랜드 센터역은 밴쿠버 국제공항(YVR)과 공항 동쪽 그랜트 맥코나치 웨이를 따라 있는 항공사 관련 산업 지역을 운행한다. 열차운행 외 시간에는 다운타운 밴쿠버와 리치먼드-브리그하우스역까지 운행하는 N10 버스 노선이 운행된다.

## 역 정보

### 역 구조
| S | 거리층                          | 출구                                                            |
| C | 대합실(Concourse)               | 중앙홀 개집표기, 컴파스 자동발매기                              |
| T | 1번 승강장 내행                 | ← ■ 캐나다선 워터프런트 방면 (템플턴)                           |
| T | 섬식 승강장, 왼쪽 출입문이 열림 |                                                                 |
| T | 2번 승강장 외행                 | ■ 캐나다선 리치먼드-브리그하우스 및 YVR-공항 방면 (시·종착역) → |

### 입구
시아일랜드 센터역은 두 개의 입구로 구성되어 있다. 북쪽 출입구는 노스 서비스 로드에 인접해 있으며, 다른 공항 관련 비즈니스뿐만 아니라 에어 캐나다 격납고에 접근할 수 있다. 공항 직원들을 위한 주차장도 이 입구에 있다. 남쪽 입구는 밀러 로드에 있다.

### 공항 추가 요금
시아일랜드의 모든 역 — YVR-공항, 시아리랜드 센터, 템플턴 — 과 마찬가지로 $5.00의 추가 요금인 "YVR AddFare"는 이 역에서 출발하여 브리지포트역 또는 다른 역까지의 동행 이용을 위해 역에서 구입한 DayPass 또는 컴퍼스 카드 카드로 현금으로 지불한 요금에 적용된다. 이 아일랜드에서 구입하고 활성화한 DayPass를 사용한 이용과 마찬가지로 월정기를 사용한 이용은 면제된다. 시아일랜드 센터로의 이용에는 추가 요금이 부과되지 않다. YVR-공항, 시아일랜드 센터, 템플턴 간 이동은 무료이다.

## 사진첩

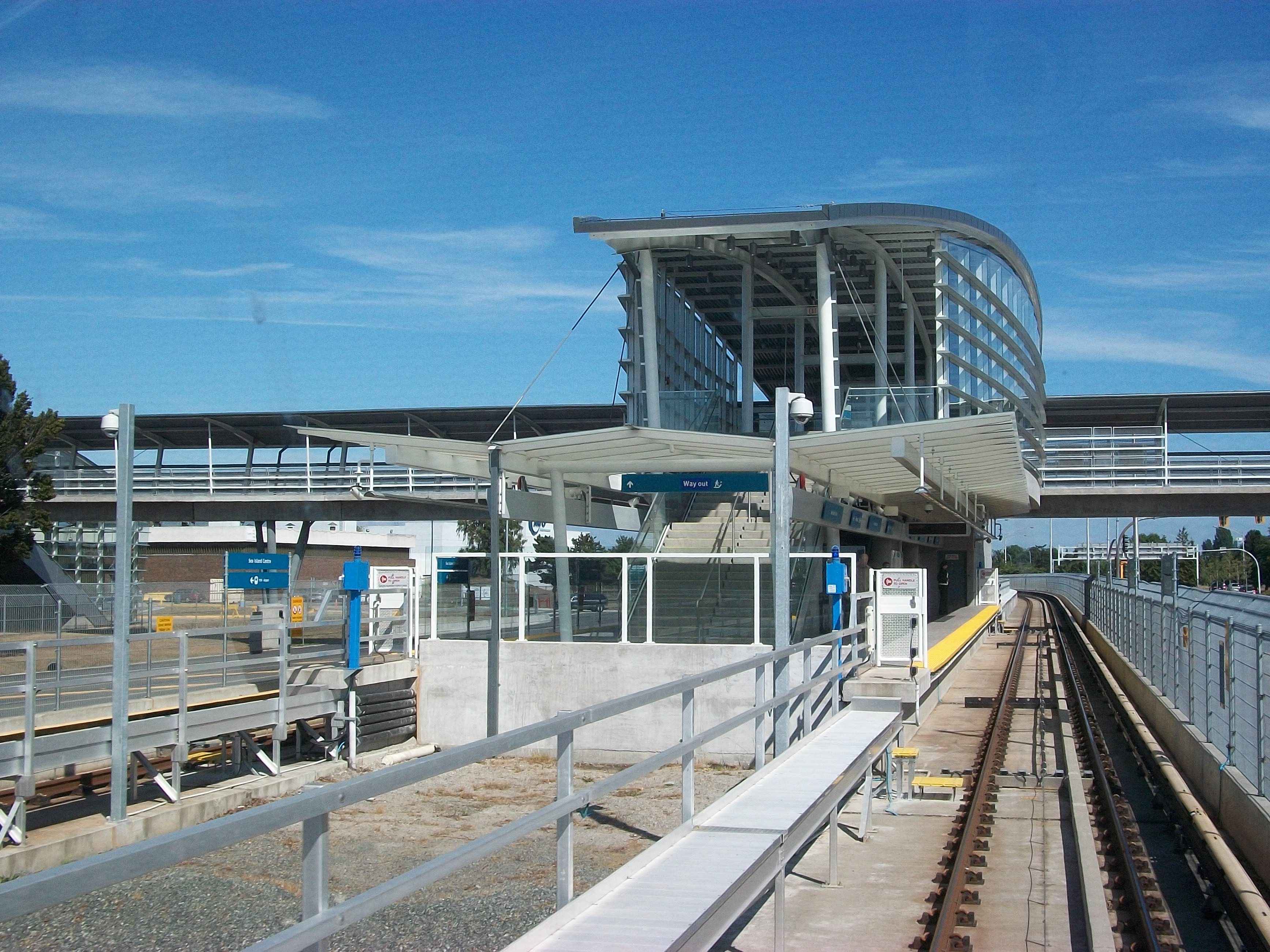
서쪽의 시아일랜드 센터역 승강장 계단. 역으로의 접근은 선로와 인접 도로 위의 고가 보도를 통해 이루어진다.
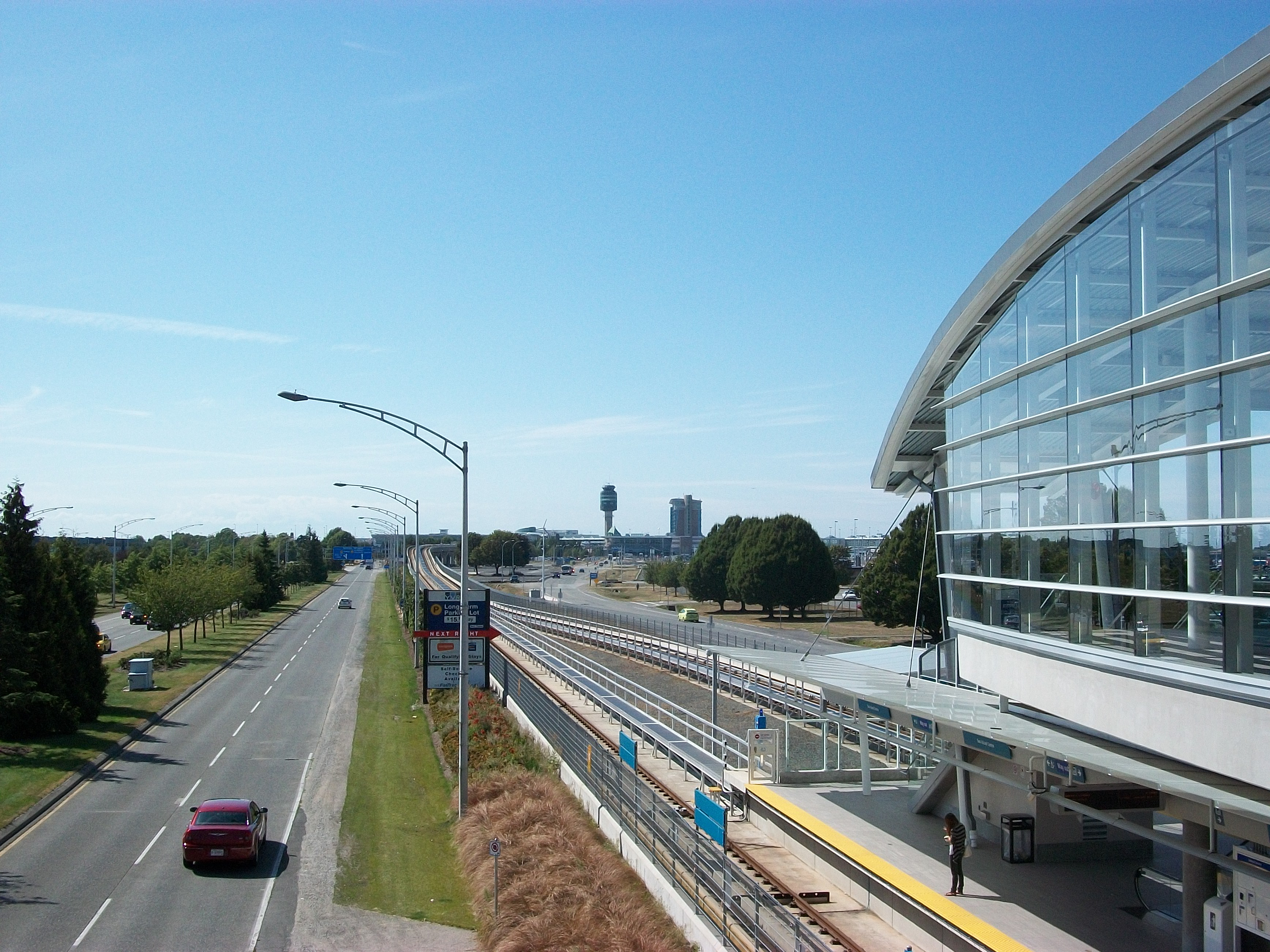
시아일랜드 센터역과 그랜트 맥코나치 웨이, 멀리 공항 관제탑이 있다.